# Portada/efemèride juny 2
Samori Turé
« 1 de juny · 2 de juny · 3 de juny »